# Nell (groupe)
Nell (hangeul: 넬) est un groupe de rock indépendant sud-coréen, originaire de Séoul. Formé en 2001, le groupe se compose du chanteur principal, claviériste et guitariste Kim Jong-wan, du guitariste principal Lee Jae-kyong, du bassiste Lee Jung-hoon et du batteur Jung Jae-won. Le nom du groupe vient du film Nell, dans lequel Jodie Foster a joué. 
Le groupe est connu pour ses musicalités lugubres et psychédéliques, et est devenu célèbre grâce à ses hits Stay venant de Let It Rain, Thank You tiré de Walk Through Me, Good Night provenant de Healing Process et 기억을 걷는 시간 (Time Walking on Memory) issu de Separation Anxiety. Leur troisième album studio Healing Process est choisi comme l'un des cinq meilleurs disques de l'année par la critique sud-coréenne. Leur quatrième album studio Separation Anxiety a été un hit en Corée du Sud, se positionnant à la 1re place de plusieurs classements.

## Biographie

### Débuts et tournant (2001–2006)
Le groupe se produit dans des clubs autour de Sinchon-dong, et sort deux albums de rock indépendant en 2001, Reflection of et Speechless. Alors qu'ils se produisaient dans des clubs dans Hongdae, ils sont repérés par Seo Tai-ji et deviennent rapidement le premier groupe signé au label discographique Goesoo Indigene, une filiale de Seo Taiji Company en 2002. En 2006, le groupe choisit de terminer leur contrat avec Goesoo Indigene et signent chez Woollim Entertainment.
Le groupe est fortement influencé par des groupes de rock britannique tels que Radiohead, Placebo, Travis et Muse. Ils ont aussi fait beaucoup de reprises de Muse, Coldplay, Sting et Bob Dylan durant leurs concerts. Nell participe aux éditions de 2006 et de 2007 du Pentaport Rock Festival de la Corée du Sud, où Placebo et Muse se produisent également chaque année.

### Pause et retour (2007–2011)
Après une longue pause dû aux départs au service militaire, ils sortent leur cinquième album studio intitulé Slip Away le 10 avril 2012 avec la chanson-titre 그리고 남겨진 것들 (The Day Before). Lee Min-ki et Song Jae-rim jouent dans le vidéoclip, mais aucun des membres de Nell n'apparaît. Slip Away est un hit en Corée du Sud, se plaçant au sommet de plusieurs classements tels que Mnet, Bugs et Olleh Music. Kim Jong-wan figure sur la chanson Today de G-Dragon qui se trouve sur l'album One of a Kind.

### Mini-albumsGravityet débuts japonais (2012–2013)
Le 22 novembre 2012, la page d'accueil du site officiel de Nell montre une nouvelle photo signalant le comeback du groupe. Le nouvel album de Nell, Holding onto Gravity, est sorti le 3 décembre. Le 2 décembre 2012, le vidéoclip de White Night est sorti sur la chaîne YouTube officielle de Woollim Entertainment. Im Soo-jeong apparaît dans ce clip.
En janvier 2013, Nell fait ses débuts au Japon avec l'édition japonaise de Slip Away, sortie sous Home Game Records, un label Watanabe Productions consacré au rock coréen. En mai 2013, la chaîne YouTube officielle de Woollim met en ligne un teaser pour le mini-album à venir, dont la sortie est prévue pour juin. Le site officiel de Nell est mis à jour le 3 juin pour confirmer la date de sortie de la 2e partie de leur mini-album en trois parties 'Gravity', Escaping Gravity. Le vidéoclip pour la chanson-titre Ocean of Light est publié le 9 juin.

### Popularisation aux États-Unis (2014–2015)

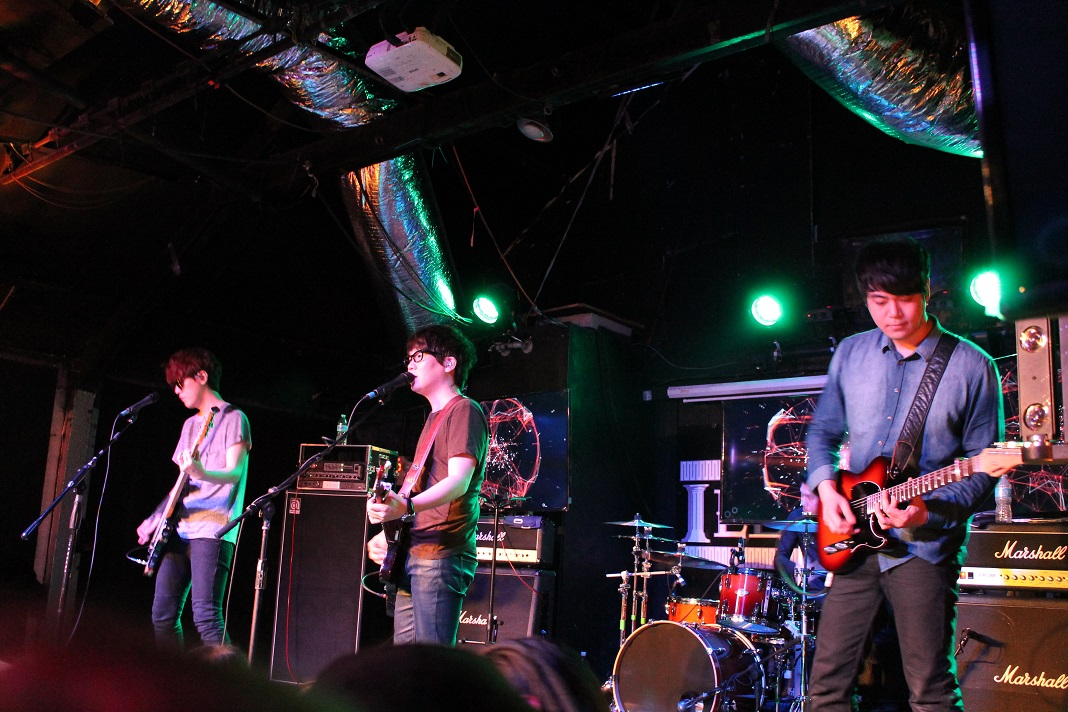
Nell @ 2014 K-Pop Night Out au SXSW.

Le 11 mars 2014, le groupe s'est produit au 2e K-Pop Night Out at SXSW à Austin dans le Texas aux côtés de Hyuna, Jay Park et d'autres,. Le 11 décembre, leur album Newton's Apple a été placé 2e dans le classement Billboard's 10 Best K-Pop Albums of 2014 du Billboard K-Town avec la critique, « le plus fort album de rock de l'année, Newton's Apple met en valeur les talents d'écriture du chanteur et compositeur principal de Nell Kim Jong Wan, comme on peut l'entendre sur le single Four Times Around the Sun et Grey Zone.... toutes les paroles sont enveloppées dans des arrangements et des instrumentales chaudes et luxuriantes qui enchantent l'auditeur. »

### Space Bohemian(depuis 2016)
Le 22 mars 2016, il est annoncé que Nell avait mis fin à leur contrat avec Woollim Entertainment et qu'ils ont monté leur propre label indépendant nommé Space Bohemian. Le 18 août 2016, ils sortent leur premier album sous ce label, intitulé C, avec comme chanson-titre Dream Catcher.

## Membres
- Kim Jong-wan (김종완) – chant, guitare, clavier
- Lee Jae-kyong (이재경) – guitare
- Lee Jung-hoon (이정훈) – basse, tambourin, clavier, chœurs
- Jung Jae-won (정재원) – batterie

## Discographie

### Albums studio
| Titre                       | Détails                                                                    | Meilleure position | Meilleure position |
| Titre                       | Détails                                                                    | COR                | JPN                |
| --------------------------- | -------------------------------------------------------------------------- | ------------------ | ------------------ |
| Reflection of (album indie) | - Date de sortie: 19 janvier 2001                                          | —                  | —                  |
| Speechless (album indie)    | - Date de sortie: 26 septembre 2001                                        | —                  | —                  |
| Let It Rain                 | - Date de sortie: 12 juin 2003 - Label: Goesoo Indigene                    | —                  | —                  |
| Walk Through Me             | - Date de sortie: 18 novembre 2004 - Label: Goesoo Indigene                | —                  | —                  |
| Healing Process             | - Date de sortie: 21 septembre 2006 - Label: Woollim Entertainment         | 51                 | —                  |
| Separation Anxiety          | - Date de sortie: 21 mars 2008 - Label: Woollim Entertainment              | 59                 | —                  |
| Slip Away                   | - Date de sortie: 10 avril 2012 - Label: Woollim Entertainment             | 1                  | —                  |
| Newton's Apple              | - Date de sortie: 27 février 2014 - Label: Woollim Entertainment           | 6                  | —                  |
| C                           | - Date de sortie: 19 août 2016 - Label: Space Bohemian, LOEN Entertainment | 7                  | —                  |

### EP
| Titre                               | Détails                                                          |
| ----------------------------------- | ---------------------------------------------------------------- |
| Let's Take a Walk (album réarrangé) | - Date de sortie: 25 juin 2007 - Label: Woollim Entertainment    |
| Holding Onto Gravity                | - Date de sortie: 3 décembre 2012 - Label: Woollim Entertainment |
| Escaping Gravity                    | - Date de sortie: 10 juin 2013 - Label: Woollim Entertainment    |

### Singles
| Titre                                                            | Année | Meilleure position | Album                    |
| Titre                                                            | Année | COR                | Album                    |
| ---------------------------------------------------------------- | ----- | ------------------ | ------------------------ |
| Cat (고영이)                                                     | 2003  | —                  | Let It Rain              |
| Stay                                                             | 2003  | —                  | Let It Rain              |
| Thank You                                                        | 2004  | —                  | Walk Through Me          |
| Losing Heart (마음을 잃다)                                       | 2006  | —                  | Healing Process          |
| Good Night                                                       | 2006  | —                  | Healing Process          |
| Cure (치유)                                                      | 2006  | —                  | Healing Process          |
| Time Spent Walking through Memories (기억을 걷는 시간)           | 2008  | —                  | Separation Anxiety       |
| Recede (멀어지다)                                                | 2008  | —                  | Separation Anxiety       |
| Part 2                                                           | 2008  | —                  | The Trace                |
| The Day Before (그리고 남겨진 것들)                              | 2012  | 3                  | Slip Away                |
| White Night (백야 / 白夜)                                        | 2012  | 5                  | Holding Onto Gravity     |
| Words You Shouldn't Believe (믿어선 안될 말)                     | 2013  | 66                 | Christmas In Nell's Room |
| Ocean of Light                                                   | 2013  | 7                  | Escaping Gravity         |
| Four Times Around the Sun (지구가 태양을 네번 / 地球が太陽を4回) | 2014  | 11                 | Newton's Apple           |
| The Great Escape (소멸탈출 / 消滅脱出)                           | 2014  | 87                 | Newton's Apple           |
| Green Nocturne (청춘연가)                                        | 2014  | 9                  | Single à part            |
| Star Shell                                                       | 2015  | 77                 | Single à part            |
| Lost In Perspective (인칭의 필요성)                              | 2015  | 25                 | Single à part            |
| Dream Catcher                                                    | 2016  | 93                 | C                        |
| Vain Hope (희망고문)                                             | 2016  | —                  | C                        |
| Loop (그리워하려고 해)                                           | 2016  | 37                 | Single à part            |

### Autres chansons classées
| Titre                                 | Année | Meilleure position | Album          |
| Titre                                 | Année | COR                | Album          |
| ------------------------------------- | ----- | ------------------ | -------------- |
| Go                                    | 2012  | 33                 | Slip Away      |
| The Ending                            | 2012  | 34                 | Slip Away      |
| Cliff Parade                          | 2012  | 36                 | Slip Away      |
| Standing in the Rain                  | 2012  | 37                 | Slip Away      |
| In Days Gone Bye                      | 2012  | 40                 | Slip Away      |
| Slip Away                             | 2012  | 45                 | Slip Away      |
| Losing Control                        | 2012  | 47                 | Slip Away      |
| Beautiful Stranger                    | 2012  | 51                 | Slip Away      |
| Hopeless Valentine                    | 2012  | 52                 | Slip Away      |
| Memories of a Stranger (타인의 기억)  | 2014  | 63                 | Newton's Apple |
| The History Of Silence" (침묵의 역사) | 2014  | 81                 | Newton's Apple |
| Fantasy"                              | 2014  | 84                 | Newton's Apple |
| Night of Reincarnation (환생의 밤)    | 2014  | 91                 | Newton's Apple |
| Grey Zone                             | 2014  | 93                 | Newton's Apple |

### Bandes-son
| Année | Titre                    | Album                               |
| ----- | ------------------------ | ----------------------------------- |
| 2008  | Walking Time to Remember | Four Colors of Love OST             |
| 2013  | Run                      | Two Weeks OST                       |
| 2016  | Waiting for You          | Beautiful Gong Shim OST             |
| 2016  | Breath                   | The Good Wife OST                   |
| 2016  | You and I                | Weightlifting Fairy Kim Bok-Joo OST |

### Albums vidéo
| Titre                        | Détails sur l'album                                               |
| ---------------------------- | ----------------------------------------------------------------- |
| The Trace (édition spéciale) | - Date de sortie: 28 novembre 2008 - Label: Woollim Entertainment |

### Collaborations
| Année | Chanson                               | Album                                                        | Artiste                 | Notes                                                |
| ----- | ------------------------------------- | ------------------------------------------------------------ | ----------------------- | ---------------------------------------------------- |
| 2005  | Let It Rain                           | Swan Songs                                                   | Epik High               | ft. Kim Jong-wan                                     |
| 2007  | I'm Happy (행복합니다)                | Remapping the Human Soul                                     | Epik High               | ft. Kim Jong-wan                                     |
| 2009  | Remaining as Melodies (멜로디로 남아) | Kkeun                                                        | Han Hee Jeong           | ft. Kim Jong-wan                                     |
| 2009  | Naega Baraneun Na                     | Hwantastic Project - Lee Seung Hwan 20 Junyeon Ginyeom Album | Lee Seung Hwan          | ft. Kim Jong-wan                                     |
| 2010  | Living Next Door to You               | Vegetable Love                                               | Hey                     | ft. Kim Jong-wan                                     |
| 2010  | Implode (한별)                        | Hurricane Venus                                              | BoA                     | Composée par Kim Jong-wan                            |
| 2012  | Today                                 | One of a Kind                                                | G-Dragon                | ft. Kim Jong-wan                                     |
| 2012  | Shine                                 | Another Me                                                   | Kim Sung-kyu (Infinite) | Écrite, composée et arrangée par Kim Jong-wan        |
| 2014  | Amor Fati                             | Shoebox                                                      | Epik High               | ft. Kim Jong-wan                                     |
| 2015  | Kontrol                               | 27                                                           | Kim Sung-kyu (Infinite) | Écrite, composée et arrangée par Kim Jong-wan        |
| 2015  | Daydream                              | 27                                                           | Kim Sung-kyu (Infinite) | ft. Kim Jong-wan (sous le nom Borderline avec Tablo) |

### Chansons qui ne sont pas sorties
Ci-dessous se trouve la liste des chansons qui ne figurent sur aucun album de Nell mais qui ont été interprétées à des festivals.
- 가난한 진실
- 내 안에
- 딩디리딩
- 본능
- 딩디리딩
- 삐에로와 눈사람
- Why
- 파란토마토의 비밀
- Shower
- 비밀의 화원
- 비와 달
- Hate
- 어젯밤 내게 생긴 일
- Whatever
- Hold On
- 멋지다 대한민국
- Intima
- 자물쇠

## Récompenses et nominations
| Année | Cérémonie                   | Catégorie                                                 | Travail nommé                | Résult     |
| ----- | --------------------------- | --------------------------------------------------------- | ---------------------------- | ---------- |
| 2004  | 2e Korean Music Awards      | Artiste de l'année (groupe)                               | Walk Through Me              | Nomination |
| 2005  | Mnet Asian Music Awards     | Meilleure performance rock                                | Thank You                    | Nomination |
| 2006  | 4e Korean Music Awards      | Artiste de l'année (groupe)                               | Healing Process              | Nomination |
| 2006  | 4e Korean Music Awards      | Meilleur album de rock moderne                            | Healing Process              | Nomination |
| 2006  | Mnet Asian Music Awards     | Meilleure performance rock                                | Losing My Mind (마음을 잃다) | Nomination |
| 2007  | 5e Korean Music Awards      | Meilleur artiste de rock moderne, choisi par les Netizens | Let's Take a Walk            | Lauréat    |
| 2007  | 2007 Mnet KM Music Festival | Meilleure performance rock                                | It's Okay                    | Nomination |
| 2008  | SBS The Music Trend         | No. 1                                                     | Time Walking on Memory       | Lauréat    |
| 2008  | 10e Mnet KM Music Festival  | Meilleure performance rock                                | Time to Walk Memories        | Lauréat    |
| 2008  | 23e Golden Disk Awards      | Best Rock Award                                           | -                            | Lauréat    |
| 2011  | 5e Grand Mint Festival      | Meilleure performance                                     | -                            | Lauréat    |
| 2011  | 5e Grand Mint Festival      | Meilleur moment                                           | -                            | Lauréat    |
| 2012  | 14e Mnet Asian Music Awards | Meilleure performance en groupe                           | The Day Before               | Nomination |
| 2012  | 4e MelOn Music Awards       | Music Style Award - Best Rock                             | The Day Before               | Lauréat    |
| 2013  | 15e Mnet Asian Music Awards | Meilleure performance en groupe                           | Ocean of Light               | Nomination |
| 2014  | 16e Mnet Asian Music Awards | Meilleure performance en groupe                           | Four Times Around the Sun    | Nomination |
| 2015  | 17e Mnet Asian Music Awards | Meilleure performance en groupe                           | Green Nocturne               | Nomination |